# Amara clememtina
Amara clememtina är en skalbaggsart som beskrevs av Thomas Casey. Amara clememtina ingår i släktet Amara och familjen jordlöpare. Inga underarter finns listade i Catalogue of Life.